# Сибирь
Сиби́рь — обширный природный и исторический регион в Северной Азии, ограниченный с запада — Уральскими горами, с востока — водораздельными хребтами, разделяющими бассейны Северного Ледовитого и Тихого океанов (исторически — Тихим океаном), с севера — Северным Ледовитым океаном, с юга — государственной границей России. Большей частью вошла в состав России в XVI—XVIII веках и составляет в XXI веке её Азиатскую часть.
Подразделяется на Западную и Восточную. Также иногда могут выделять Южную Сибирь (в горной части, непосредственно Алтайский край и Республика Алтай), Северо-Восточную Сибирь и Среднюю (Центральную) Сибирь. Дальний Восток исторически также является частью Сибири в широком понимании и иногда продолжает упоминаться как часть Сибири, особенно в исторических публикациях.
Площадь Сибири — около 10 млн км², протяжённость с запада на восток — 7500 км, с севера на юг — 3500 км. По состоянию на 1 января 2022 года на совокупной территории Сибири и Дальнего Востока (УрФО, СФО и ДФО) проживало 37 275 609 человек, то есть около 25,6 % от общего населения РФ. Основное название жителей региона — сибиряки, наряду с «дальневосточниками» и другими.

## Этимология и границы термина
Происхождение топонима «Сибирь» является предметом дискуссий со множеством этимологических версий. Одни учёные выводят его из этнонима, другие — из более древнего топонима. Также существуют компромиссные и ни на что не похожие версии.
По мнению М. Фасмера, этимология слова восходит к гуннскому этнониму, известному уже во времена Менандра Протектора и Прокопия (VI век). Ссылаясь на работы С. Патканова, С. Соловьёва, Фасмер считает, что топоним родился от названия столицы ханства, существовавшего в Прииртышье. Тем не менее есть исследователи, которые считают, что гуннское слово может быть сближено с тюркским sapmak («сбиваться с пути»). Опираясь на исследования Г. Рамстедта, Фасмер приводит и другую версию, согласно которой топоним образован от монгольского слова Sibir, означающего «заросль, сырая местность», давшего тюркские названия.
Существуют гипотезы, предлагающие чисто тюркскую либо чисто монгольскую этимологию, связанную с географией или природными явлениями. Так, есть версия, предлагающая происхождение от тюркского (башкиры/татары) Сибэр/чибэр — слова, означающего «красивое». Например, «Чебаркуль» в переводе с башкирского языка означает «красивое озеро». У древних тюрок, к примеру, было распространено имя Шибир, как то тюркский каган VII века — Шибир-хан Тюрк-шад, сыгравший значительную роль в свержении китайской династии Суй. Также в тюркских языках (в частности, в татарском языке) имеется слово Себер(ү), означающее «мести», «метель (позёмка)»; в казахском языке есть слово Сыпыр — «мести», «подметай»; таким образом, название «Сибирь» дословно может означать «Метель». В якутском языке Сибиир тыал — «метель», тыал сибиирэр — «ветер метели». Ещё одна «тюркская» этимологическая гипотеза выводит название из слияния слов су («вода») и бир («дикий лес»). По «монгольской» версии, название происходит от Шибир — монгольского слова, означающего болотистую местность, поросшую берёзами, лесную чащу (ср. с версией Рамстедта-Фасмера выше). Предполагается, что так во времена Чингисхана монголы называли пограничную с лесостепью часть тайги.
О. Прицак название Сибирь возводил к имени протомонголов сяньби, которые, по его мнению, достаточно долгое время оставались в бассейне Обь-Иртыш и дали территории своё собственное имя. Прицак использовал комбинации «Hsien-pi/Säbirs, Sabart-oi, Säbär-/Säbir (Hsien-pi), Säbir/Hsien-pi, Hsien-pi = Säbir».
По мнению З. Я. Бояршиновой, этот термин происходит от названия этнической группы «сипыр» (сёпыр, сабир), язык которой был предком угорской языковой группы. Позднее он стал применяться к тюркоязычной группе, жившей по р. Иртышу в районе современного Тобольска.
По версии В. Софронова, топоним возник от тюркоязычной этнической группы, известной как сибирские татары, самоназвание которых (сибир), что, по мнению автора, фактически означает «терпение» (сабыр — по-казахски). По другому мнению, «местные» (ы/ир — «мужчины, народ, люди»; сибэ/у — «россыпь, бросить на землю»; досл.: «рассеянные [живущие] тут люди»).
По версии В. Я. Петрухина и Д. С. Раевского, название произошло от кочевых хазарских племён савир (сувар), перекочевавших с юга Западной Сибири на Северный Кавказ, а затем в Среднее Поволжье.
По мнению специалистов тунгусоведения, слово «Сибирь» происходит из эвенкийского языка: Сибир, Сивир, дословно: «земля», «мир». Сибир, Сивир — название таёжной родины, структурная часть мира в эпосе и мифологии эвенков.
Распространение понятия «Сибирь» на огромные земли непосредственно связано с названием столицы Сибирского ханства сибирских татар, завоёванного Русским царством во времена Ивана Грозного. Вот отрывок из русской Есиповской летописи:

… пришед в Сибирскую землю … татарове же сего убояшася русских вой много пришествия, избегоша от града своего, иде же прежде сего быть в Сибири сибирскотатарский их городок стольный усть Тобола и Иртыша иже именуемый Сибирь, оставиша его пуста. Рустии же вои придоша и седоша в нём и утвердивше град крепко, иде же бо ныне именуемый Богоспасаемый град Тоболеск.
Начиная с XIII века Сибирью начинают называть не только народность, но и местность, где она проживала. В таком значении топоним «Сибирь» впервые упоминается у иранских авторов XIII века, обозначение Sebur в первый раз встречается на карте в Каталонском атласе 1375 года. В русских летописях XV века «Сибирской землёй» назывался район в низовьях Тобола и по среднему Иртышу.
Но геополитическое применение слова «Сибирь» связано с обозначением всех земель, лежащих к востоку от Волги. В послании к королеве Елизавете (1570 г.) Иван Грозный так и называл себя: «Государь Псковский и великий князь Смоленский, Тверской, земли Черниговский, Рязанский, Полоцкий, рос… (часть слова не сохранилась) и всея Сибирские земли».
До 1917 года в российских официальных документах и научной литературе все земли от Урала до Тихого океана назывались Сибирью. После установления советской власти на территории Сибири были образованы два края — Сибирский (1925) и Дальневосточный (1926). С тех пор термин «Сибирь» понимается двояко: 1) Для всей территории к востоку от Урала; 2) Только для Западной и Восточной Сибири без Дальнего Востока. Советской исторической энциклопедией термин «Сибирь» определялся как «часть азиатской территории СССР».

## География
Н. М. Ядринцев, публицист и этнограф XIX века, определял границы Сибири следующим образом:

Сибирь занимает весь север Азии и тянется на север до Северного Ледовитого океана, на востоке она достигает до Тихого океана, на юге границы её составляет Китайская империя, на ю[го]-в[остоке] она граничит со среднеазиатскими владениями Российской империи, а на сев[еро]-западе и на зап[аде] Сибирь отделена от Европейской России Уральским хребтом.
Оригинальный текст (рус. дореф.)Сибирь занимаетъ весь сѣверъ Азіи и тянется на с. до Сѣвернаго Ледовитаго океана, на востокѣ она достигаетъ до Тихаго океана, на югѣ границы ея составляетъ Китайская имперія, на ю.-в. она граничитъ съ среднеазіатскими владѣніями Россійской имперіи, а на сѣв.-западѣ и на зап. Сибирь отдѣлена отъ Европейской Россіи Уральскимъ хребтомъ.

Согласно ЭСБЕ, под Сибирью в обширном смысле понимались все азиатские владения России, за исключением Закавказья, Закаспиской области и Туркестана.
В географическом плане в XIX веке Сибирь часто рассматривалась без Дальнего Востока, то есть только Западная и Восточная Сибирь с границей от Уральских гор до водораздела рек, текущих в Северный Ледовитый и Тихий океаны (в пределах бассейнов Оби, Надыма, Таза, Пура, Енисея, Хатанги, Лены, Индигирки, Колымы, озера Чаны). В этом случае географически к Сибири можно отнести и некоторые территории Казахстана и Монголии, относящиеся к бассейну Северного Ледовитого океана. С исторической точки зрения Дальний Восток включался в состав Сибири.
Сибирь подразделяется на Западную: Тюменская (с Ханты-Мансийским и Ямало-Ненецким автономными округами), Курганская, Новосибирская, Омская, Томская и Кемеровская области, Алтайский край, Республика Алтай; и Восточную: Красноярский и Забайкальский края, Иркутская область, республики Хакасия, Тува, Бурятия и Якутия. Также иногда выделяют Южную Сибирь (в горной части), Северо-Восточную Сибирь, Среднюю Сибирь.
| N60-90, E60-90 | N60-90, E90-120 | N60-90, E120-150 |
| N30-60, E60-90 | N30-60, E90-120 | N30-60, E120-150 |

В зависимости от определения границ Сибири её площадь составляет от 9,7 млн км² (без Урала и Дальнего Востока) до 13,1 млн км² (Азиатская часть России). Таким образом, территория Сибири составляет от 57 до 77 % площади России. Даже при минимальной оценке её территория сопоставима по площади со вторым по величине (после России) государством мира — Канадой (10 млн км²).
Основные природные области — Западная Сибирь, Восточная Сибирь, Средняя Сибирь, Прибайкалье, Забайкалье, Северо-Восточная Сибирь и горы Южной Сибири (Алтай, Саяны).
Крупнейшие реки Сибири — Енисей, Обь, Лена. Крупнейшие озёра — Байкал, Таймыр и Убсу-Нур.
Высочайшая точка внутриконтинентальной Сибири — гора Белу́ха (4509 м), расположенная в Кату́нском хребте (Горный Алтай). На западе Сибири расположена Западно-Сибирская равнина площадью 2,7 млн км².
На территории Сибири существуют траппы — результат гигантских вулканических супер-извержений, которые заливали лавой гигантские территории (с площадь Франции или Германии), если кальдера Тоба извергала 3 тыс. км³, то траппы — десятки и сотни тыс км³, если брать Сибирские — миллионы км³.

### Исследования
Первая карта Сибири была составлена в 1671 году. Первая (1725—1730) и Вторая Камчатские (1733—1741) экспедиции — см. Витус Беринг.
О русских землепроходцах и мореплавателях, исследовавших Сибирь и сопредельные территории и моря, см. также:
- Витус Беринг
- Семён Дежнёв
- Игнатий Милованов
- Николай Спафарий
- Алексей Чириков
- Ричард Маак
- Павел Небольсин
- Ян Черский
- Владимир Арсеньев
- Фома Августинович

Исследованиями сибирского региона занимались также и иностранные путешественники:
- Даниэль Мессершмидт
- Иоганн Эбергард Фишер
- Жан Шапп д’Отрош
- Иоганн Гмелин
- Генри Сибом
- Эверт Избрант Идес (Эбергард Избраннедес)

### Климат
Для Средней Сибири характерен континентальный и резко континентальный климат; повсеместное, за некоторыми изъятиями, распространение вечной мерзлоты.
Климат Восточной Сибири за исключением центральных и южных районов Красноярского края — резко континентальный.
В последние года летние средние температуры Сибири почти на десять градусов выше долгосрочного среднего за период 1981—2010 гг. (см. Всемирное потепление).

### Флора и фауна
Сибирь располагает огромным разнообразием зональных и интразональных ландшафтов, что не могло не отразиться на численности и видовом разнообразии животного мира этих мест. Каждый из ландшафтов Сибири имеет свой, в той или иной степени особый мир животных и растений.
Лесной фонд Сибирского федерального округа составляет 371,9 млн га, лесные земли — 296,2 млн га, покрытая лесом территория — 273,6 млн га.
Красная книга России содержит следующие виды птиц:
- Чёрный журавль
- Белоголовый сип
- Дрофа, восточно-сибирский подвид
- Могильник
- Сапсан
- Стрепет
- Тонкоклювый кроншнеп

Млекопитающих:
- Дальневосточный леопард
- Даурский ёж (ушастый ёж)
- Остроухая ночница
- Речной бобр, западносибирский подвид
- Амурский тигр
- Ирбис

Растений:
- Ветреница байкальская
- Мегадения маленькая
- Башмачок крупноцветковый

## История

### Древний период VIII век до нашей эры — V век н. э.
На территории Сибири известны государства тюркских, чжурчжэньских и монгольских народов, такие как империя Хунну, империя Таншихая.

### Средневековый период V век нашей эры — XV век н. э.
На территории Сибири зарождаются крупнейшие империи в истории человечества — Великий Тюркский Каганат (V—VIII века) и империя Чингисхана (XIII—XIV века). Сибирь полностью входила в состав этих государств в период наивысшего их развития — 576 год для Тюркского Каганата, когда тюрки покорили Китай на Востоке и разбили Византийскую армию в Крыму на Западе, а на юге, уничтожив Белых Гуннов (Эфталитов), покорили Сасанидский Иран. В 607 году, в Восточно-Тюркском Каганате к власти приходит Сибирь-хан (Шибир-хан Тюрк-шад), который победоносно вводит армию тюрок в Китай. В XIII веке Чингисхан, объединив монгольские и тюркские народы, повторил успех Каганата, захватив большую часть Азии и Сибири в частности.
Широко известно, что русские люди впервые проникли в Сибирь в довольно давние времена. Совершенно определённо, новгородцы ходили по Белому морю до пролива Югорский шар и далее за него, в Карское море, ещё в IX веке. Первое летописное свидетельство о подобных плаваниях относится к 1032 году, которое в русской историографии считается началом истории Сибири. В последующие времена новгородцы освоили регулярное плавание за Югорский шар за мехами. Первое упоминание о торговом плавании на Обь отмечено под 1139 годом, когда новгородец Андрий ходил на Обь и привёз оттуда большой груз пушнины. В устье Оби было русское поселение, в котором существовал торг, на котором русские купцы обменивали свой товар на сибирские меха. Есть версии, опубликованные, в частности, в книге Л. Р. Кызласова «Древние города Сибири», что русские купцы в XII — начале XIII века время от времени заходили в Сибирь с торговлей вплоть до Енисея, до городов Кыргызского каганата. По утверждению профессора Кызласова, главными торговыми центрами в средневековой Сибири, до включения её в состав Московской Руси, являлись исчезнувшие города Грустина и Серпонов.

### XV—XVI века. Начало русской экспансии
В 1483 году по повелению Ивана III совершён большой поход московской «судовой рати» в Западную Сибирь. Разбив Пелымское княжество вогулов (манси) у Пелыма, войско идёт по Тавде, затем по Конде и до реки Обь. В результате этого похода устанавливается вассальная зависимость вогульских князей от Московского княжества и Иван III получает титул великого князя Югорского, князя Кондинского и Обдорского.
После распада Золотой Орды в 1468 году образуется Сибирское ханство, в котором идёт постоянная борьба за власть между тайбугинами (потомками местного князя Тайбуги) и шибанидами (потомками чингизида Шибана). В 1555 году Едигер, хан Сибирского ханства признал вассальную зависимость от Русского царства — правители тайбугина рода хан Едигер и его брат Бекбулат обратились к Ивану Грозному с просьбой о подданстве, на что получили согласие и стали выплачивать дань пушниной (помимо сбора дани, «официальные власти», до некоторого времени на землях Сибирского ханства вообще себя не проявляли).
В 1563 году сын Бухарского правителя — шибанид Кучум — совершил государственный переворот и захватил власть. Сначала он поддерживал вассальные отношения с Русским государством, но в 1572 году, после похода войск правителя Крымского ханства на Москву, он разорвал эти отношения и начал военные действия против Русского царства.
В 1581 году начался поход отряда казаков численностью около 800 человек под предводительством Ермака. 26 октября 1582 года отрядом Ермака была захвачена столица Сибирского ханства — город Искер. В 1583 году к отряду присоединились воеводы князь Болховский и Глухов с 300—400 ратниками. В 1585 году, после нападения местных жителей на лагерь казаков, Ермак погиб, утонув в реке, и в Сибирь были направлены воеводы Василий Сукин и Иван Мясной с небольшим войском. Они, достигнув Чинги-Туры, основали в 1586 году город — Тюмень. В 1585 году воевода Мансуров заложил городок на Иртыше, на территории Белой Орды. В 1598 году князь Кольцов-Мосальский окончательно разбил войска хана Кучума.

### Присоединение к Российскому государству
Именно в период Русского царства началось освоение Сибири, были построены города-крепости: Тюмень (1586), Тобольск (1587), Берёзов и Сургут (1593), Тара (1594), Мангазея (1601), Томск (1604), Кузнецк (1618), Красноярск (1628).
По мнению ряда исследователей, в период начального освоения в (XVI—XVII веках) Сибирь была (как и Южные степи) крайне слабо заселена жителями собственно Российского государства — первопроходцы приходили на подходящие для поселения земли и закрепляли за собой земли. Принявшим русское подданство племенам обещалась защита от воинственных соседей и послабление в ясаке. Местное аборигенное население, хотя и было немногочисленным, в течение долгого времени численно превосходило русских (под русскими здесь понимаются первопроходцы, по большей части казаки), однако не обладало ни вооружением, ни опытными войсками и военачальниками.
Основой освоения и закрепления занимаемых земель было создание системы острогов — укреплённых населённых мест, служивших базами для дальнейшего расширения. При этом, в силу отсутствия сообщения (например, от Оби до Москвы добираться нужно было несколько месяцев, причём сообщение было возможно не круглый год) между Россией и Сибирью, освоение велось вдоль рек — Тобола, Иртыша, Оби, Енисея. По той же причине отсутствия постоянной связи с Россией местные воеводы имели очень большую власть и часто позволяли себе самоуправство, из-за чего гарнизоны острогов поднимали бунты, несколько воевод было низложено, однако впоследствии бунтовщики жестоко наказывались.
Основной целью русских была пушнина (соболь), покорённые племена должны были выплачивать пушниной ясак. Воеводам предписывалось обходиться с ясачными ласково, а не неволею и не жесточью. Ясак считался службой царю, и сдавший его получал государево жалованье — топоры, пилы, иглы, ткани. Воеводы были обязаны защищать ясачных людей от произвола казаков и промышленников. На деле многие воеводы собирали ясак не только в государеву казну, но и на себя. В основном из-за их жадности коренные жители восставали и совершали набеги на остроги, монастыри и другие русские поселения. Следующая за первопроходцами волна освоения — переселение в Сибирь крестьян, которое велось в основном по инициативе государства, так как гарнизоны острогов нуждались в продовольствии, а путей сообщения для его подвоза не было. Крестьяне селились рядом с острогами, в целях защиты от набегов как местных жителей, так и различного рода разбойного люда. Так появились первые крупные поселения, ставшие затем сибирскими городами. При освоении учитывали интересы коренных жителей. Крестьянам надлежало «селиться только на порозжих местах, а ясачных угодий не имать, [а тех, кто] у ясачных людей угодья пустошает, сбивати долой и бить кнутом нещадно».
В 1629 году управление Сибирью разделено на два разряда, или две области: Тобольскую и Томскую. В разряд Тобольска входили города Верхотурье, Пелым, Туринск, Сургут, Березов и Мангазея с малыми острогами и зимовьями.
С 1637 года Сибирь управлялась Сибирским приказом, в 1596—1599 годах сибирскими делами ведала четь дьяка Варфоломея Иванова, а с 1599 года — Приказ Казанского Дворца. В 1615 году в его составе был создан специальный Сибирский приказ, который в 1637 году выделился в самостоятельную административную единицу. Он ведал сибирскими делами до 1763 года. Позднее Сибирь управлялась назначаемыми генерал-губернаторами, некоторые из которых даже не жили в Сибири, а передавали управление землями своим уполномоченным. В начале XIX века Н. А. Бестужев считал, что Сибирь является не колонией, а «колониальной страной, которую осваивали народы России». Декабрист Гавриил Батеньков считал современную ему Сибирь типичной колонией, указывая на слабую заселённость и преимущественную эксплуатацию природно-сырьевых ресурсов. По инициативе Михаила Сперанского было принято Сибирское Уложение, призванное изменить систему управления Сибирью.
В 1795 году насчитывалось 595 тыс. ревизских душ (около 1200 тыс. человек). В 1840 году в Тобольской и Томской губерниях проживало 1294,7 тыс. чел., в том числе 67,4 тыс. ссыльных. В 1845—1855 годах, согласно Указу об организации переселения крестьян в связи с освоением Сибири от 8 (20) апреля 1843, переселилось 90,6 тыс. крестьян.
В середине XIX века колонией Сибирь считали сибирские областники, в частности Николай Ядринцев написал подробную монографию «Сибирь как колония». После отмены крепостного права в Сибирь стали переезжать безземельные крестьяне, так как здесь были свободные земли. Население Сибири также росло в период так называемой «золотой лихорадки». Большую роль в увеличении населения составляли ссыльные и каторжные — так, в течение XIX века в Сибирь было сослано около 1 миллиона человек. Несмотря на увеличение населения, Сибирь в конце XIX века всё ещё оставалась недостаточно интегрированной в остальную Россию, и этот факт осознавался современниками. Так, в 1885 году Григорий Потанин писал: «Действительно, приведение Сибири в одно целое с Европейскою Россиею установлением единства в системе управления обеими этими русскими территориями — это первое, что необходимо для того, чтобы сделать Сибирь не только окончательно русскою страною, но и органическою частью государственного нашего организма».

### Новейшее время
4 июля — 3 ноября 1918 года — свержение советской власти и существование Сибирской республики и Временного правительства. 1918—1920 год — Российское государство (Верховный правитель Александр Васильевич Колчак арестован 15 января 1920 года).
С 1920 по 1921 годы под правлением большевиков административным центром Сибири (штаб-квартирой Сибревкома) являлся Омск, в 1921 г. его функции были переданы расположенному восточнее Ново-Николаевску. В 1925 г. Сибревком был упразднён и учреждён Сибирский край, административным центром которого стал Новониколаевск, чуть позже переименованный в Новосибирск.
По состоянию на 2010 год три города Сибири — Томск, Енисейск и Иркутск — имеют официальный статус «историческое поселение». Имевший ранее статус исторического поселения Красноярск утратил таковой в 2010 году.
3 ноября 2018 года Республика Бурятия и Забайкальский край были переведены в состав Дальневосточного федерального округа, в 2019 году — в Дальневосточный экономический район (до того входили в Восточно-Сибирский экономический район).
В июле 2019 года в Сибири произошли массовые пожары, которые привели к сжиганию лесов и смерти многих лесных животных, сгорело леса около 4 млн га или 40 тыс. км² — как территории Швейцарии или Нидерландов. В 2021 году в таёжных лесах Сибири вновь вспыхнули пожары. В одной Якутии сгорело (на август) около 7 млн га или 70 тыс. км², как территория стран Грузии или Ирландии

## Население
Преследуя цель освоить малозаселённый край между Уралом и Тихим океаном, советское государство за свою историю основало в Сибири 185 городов. Весомость приведенного значения подкрепляет следующее обстоятельство — всего за годы существования СССР в стране появилось 230 новых городов. Таким образом, Сибирь являла собой пример территории с самыми масштабными в стране темпами нового городского строительства, вместе с которым, впрочем, следовал и круг сопутствующих градостроительных проблем.
В целом масштаб нового градостроительства в Сибири выглядел впечатляющим. В пределах крупных территориально-производственных комплексов (ТПК) новые населённые пункты возводились наиболее интенсивными темпами. Например, в регионе Западно-Сибирского нефтегазового комплекса (Тюменская и Томская области) во второй половине 1980-х гг. велось строительство 19 городов, 19 рабочих посёлков, 14 поселков геологов, 32 посёлков при компрессорных станциях и 46 вахтовых посёлков с тенденцией превращения в посёлки постоянного проживания. Динамика действительно выглядела впечатляющей: «Если к середине 1960-х гг. на территории Тюменской области имелось 7 городов, возникших в период с конца XVI в. до середины XX в., то на протяжении 1960—1980-х гг. число городов на территории области увеличилось на 16, из них 10 было образовано в 1980-е гг.».
В докладе Института демографии ГУ-ВШЭ «Миграция в развитии России», подготовленном в рамках доработки «Стратегии-2020», говорится, что население Сибири и Дальнего Востока за последние двадцать лет (с 1990 по 2010 годы) сократилось на два миллиона человек. В большей степени это связано с внутренней миграцией в европейскую часть России.
В ближайшее время не следует ожидать каких-либо существенных изменений миграции населения с сибирской части России на запад, и, вероятно, миграционная активность населения снизится к 2025 году на 9 % только из-за сокращения доли молодёжи, которая является самым мобильным трудовым ресурсом, считают исследователи Института демографии ГУ-ВШЭ.

### Города с численностью населения более 200 тысяч человек
| №  | Город         | Население, чел. (итоги переписи 2021 года) | Население, чел. (на 1 января 2025 года) |
| -- | ------------- | ------------------------------------------ | --------------------------------------- |
| 1  | Новосибирск   | 1 634 000                                  | ↗1 637 266                              |
| 2  | Красноярск    | 1 188 000                                  | ↗1 211 756                              |
| 3  | Омск          | 1 126 000                                  | ↘1 101 367                              |
| 4  | Тюмень        | 847 000                                    | ↗872 077                                |
| 5  | Барнаул       | 631 000                                    | ↗621 598                                |
| 6  | Иркутск       | 617 000                                    | ↘605 708                                |
| 7  | Томск         | 556 000                                    | ↘544 566                                |
| 8  | Кемерово      | 557 000                                    | ↘542 928                                |
| 9  | Новокузнецк   | 531 000                                    | ↘528 747                                |
| 10 | Улан-Удэ      | 438 000                                    | ↘435 067                                |
| 11 | Сургут        | 420 000                                    | ↗420 347                                |
| 12 | Якутск        | 385 000                                    | ↗372 801                                |
| 13 | Чита          | 334 000                                    | ↗337 063                                |
| 14 | Курган        | 311 000                                    | ↘300 763                                |
| 15 | Нижневартовск | 291 000                                    | ↗283 256                                |
| 16 | Братск        | 224 000                                    | ↘219 365                                |
| 17 | Ангарск       | 217 000                                    | ↘216 973                                |

Норильск, Прокопьевск и Бийск выбыли из списка ввиду депопуляции.

### Коренные народы Сибири
Сибирь — малонаселённая земля, но при этом здесь исторически проживали представители многих языковых групп. По некоторым подсчётам, к концу XVI — началу XVII веков на территории Сибири и Дальнего Востока проживало около двухсот тысяч человек. По подсчётам Б. О. Долгих в 50-е гг. XVII в. коренных народов насчитывалось 160 тысяч, а по переписи 1897 года их численность возросла до 822 тысяч человек.
Согласно Всероссийской переписи населения (2010), численность коренных народов Сибири на всей территории России оценивалась следующим образом:
| Тюркские народы  | Тюркские народы |                               | Монгольские народы            | Монгольские народы    |                       | Самодийские народы            | Самодийские народы            |      | Чукотско-камчат- ские народы | Чукотско-камчат- ские народы |  | Енисейские народы | Енисейские народы |
| Якуты            | 478 100         | Буряты                        | 461 389                       | Ненцы                 | 44 640                | Чукчи                         | 15 908                        | Кеты | 1492                         |                              |  |                   |                   |
| Тувинцы          | 263 934         | Тунгусо-маньчжур- ские народы | Тунгусо-маньчжур- ские народы | Селькупы              | 4249                  | Коряки                        | 8743                          |      |                              |                              |  |                   |                   |
| Хакасы           | 72 959          | Эвенки                        | 38 396                        | Сойоты                | 3579                  | Ительмены                     | 3180                          |      |                              |                              |  |                   |                   |
| Алтайцы          | 70 800          | Эвены                         | 21 830                        | Нганасаны             | 834                   | Чуванцы                       | 1087                          |      |                              |                              |  |                   |                   |
| Шорцы            | 12 888          | Нанайцы                       | 12 160                        | Энцы                  | 237                   | Алюторцы                      | 40                            |      |                              |                              |  |                   |                   |
| Долганы          | 7885            | Ульчи                         | 2913                          | Финно-угорские народы | Финно-угорские народы | Кереки                        | 4                             |      |                              |                              |  |                   |                   |
| Сибирские татары | 6779            | Удэгейцы                      | 1657                          | Ханты                 | 30 943                | Эскимосско-алеут- ские народы | Эскимосско-алеут- ские народы |      |                              |                              |  |                   |                   |
| Телеуты          | 2643            | Орочи                         | 686                           | Манси                 | 12 269                | Эскимосы                      | 1738                          |      |                              |                              |  |                   |                   |
| Тофалары         | 761             | Негидальцы                    | 567                           | Сино-тибетские народы | Сино-тибетские народы | Алеуты                        | 482                           |      |                              |                              |  |                   |                   |
| Чулымцы          | 355             | Ороки                         | 346                           | Тазы                  | 276                   | Нивхи                         | 5162                          |      |                              |                              |  |                   |                   |

Всего — 1 591 911.

## Экономика
Сибирь богата ресурсами, и на её территории сосредоточено: 85 % общероссийских запасов свинца и платины, 80 % угля и молибдена, 71 % никеля, 89 % нефти, 95 % газа, 69 % меди, 44 % серебра и 40 % золота. На её территории также сосредоточено 60 % общих запасов торфа России.
В конце XX века в Западной Сибири было обнаружено крупное месторождение железной руды, по своему составу близкой к железным рудам Лотарингии. Его разработка сдерживается суровыми природными условиями. Большие перспективы для алюминиевой промышленности сулит открытие залежей сынныритов в Бурятии у хребта Сынныр. Прежде такое месторождение, но намного скромнее по масштабам, было известно только в Италии. Сынныриты представляют собой псевдолейцитовые сиениты, в состав которых входят два основных минерала — полевой шпат и калисилит. Их переработка позволяет наладить практически безотходное производство, получая глинозем и калийные удобрения, огнеупоры и керамику. В качестве побочного продукта образуется цемент.
По мнению геологов, недра Сибири содержат огромные природные ресурсы, которые ещё далеко не полностью разведаны.
Например, в статье на официальном сайте ОАО «Газпром» сказано:

«Восточная Сибирь и Дальний Восток составляют порядка 60 % территории Российской Федерации. Начальные суммарные ресурсы газа суши Востока России составляют 52,4 трлн м³, шельфа — 14,9 трлн м³. Вместе с тем, геологическая изученность газового потенциала региона является крайне низкой и составляет 7,3 % для суши и 6 % для шельфа…».

### Экология
В Сибири расположено большинство самых экологически загрязнённых городов России, включая самый опасный — Норильск. Шесть городов региона — Новокузнецк, Ангарск, Омск, Красноярск, Братск и Новосибирск — производят выбросов в атмосферу больше, чем 12-миллионная Москва. Основная причина экологического неблагополучия — размещение в сибирских городах с 1950—1960-х гг. гигантских «грязных» производств — металлургии, теплоэнергетики, целлюлозной промышленности. Уже в 1970-е гг. города региона выбрасывали в среднем 3,7 тонны промышленных отходов ежесуточно при 0,7 тонны выбросов в центральных городах России.
Тем не менее на значительной части Сибири вдали от промышленных центров ещё сохраняется благоприятная экологическая обстановка, связанная прежде всего с тем, что природа значительной части этого края остаётся почти нетронутой.

## Политика
В сер. XIX — нач. XX вв. существовало сибирское областничество — идеология, а также культурное и общественно-политическое течение в среде сибирской интеллигенции, требовавшее предоставления Сибири широкой региональной автономии в рамках федеративного Российского государства.
Областничество было представлено такими крупными деятелями как А. П. Щапов, Г. Н. Потанин, Н. М. Ядринцев, С. С. Шашков, Н. И. Наумов, А. В. Адрианов, М. В. Загоскин, В. И. Вагин, Вл. М. Крутовский, И. И. Серебренников, Н. Н. Козьмин, П. М. Головачев и И. А. Якушев.
Областники претендовали на выражение интересов всего населения Сибири и потому стремились объединить на общей платформе ведущие социально-политические силы региона — эсеров, народных социалистов, кадетов, националистов малых народов, политических ссыльных, — однако они, при этом, находились, главным образом, под влиянием умеренного народничества: выступали за всемерное развитие в регионе кустарного производства, сельских общин, артелей и кооперации, что должно было, по их представлениям, способствовать становлению в Сибири социализма минуя стадию капитализма. В нач. XX в. в областничестве стало выделяться также либеральное крыло, которое более позитивно оценивало капиталистические тенденции и выступало за активное привлечения в регион российских и зарубежных инвестиций, введение порто-франко в устьях Оби и Енисея, уничтожение Челябинского тарифного перелома и т. д.
Основной политической программы областников было решение актуальных проблем региона, получивших совокупное название «сибирских вопросов»: введение в регионе земского самоуправления, прекращение форсированной русификации сибирских «инородцев», упразднение «штрафной» (то есть криминальной) ссылки, приведение крестьянского переселения в порядок, который отвечал бы интересам сибирских старожилов, а также всестороннее развитие в Сибири наук, искусств и образования (областники были одними из пропагандистов открытия первого в Сибири университета). В целом, областники рассматривали Сибирь как колонию России, однако не трактовали колониальный статус сугубо негативно: они видели в этом возможность эффективного развития окраин и нередко апеллировали к продуктивному опыту британской политики в отношении своих доминионов (Канада, Австралия, Новая Зеландия, ЮАС) и колоний. Для пропаганды своих взглядов областники публиковали ряд печатных изданий: «Сибирь», «Сибирская газета», «Восточное обозрение», «Сибирские вопросы», «Сибирские записки». Для достижения практических результатов они сотрудничали с Сибирской парламентской группой Государственной думы Российской империи.
Главным требованием сибирского областничества были федерализация России и создание в Северной Азии всесибирского государственного образования с компетенциями, которые соответствовали бы компетенциям штата в США. За всю историю областничества этот проект переходил в практическую плоскость дважды: в пер. пол. 1860-х гг. с целью быстрейшей реализации замыслов революционеров-демократов о вооруженном свержении самодержавия и в кон. 1910-х гг. под лозунгом формирования однородно-социалистического правительства как противовеса большевистской диктатуре. В первом случае активистское ядро в 1865 г. было арестовано и позднее осуждено к различным мерам уголовного наказания в ходе т. н. «дела сибирских сепаратистов». Во втором случае в 1917 г. областники смогли консолидировать значительную часть политических сил, однако, в силу своей относительной малочисленности и внутренней разделенности на различные партийные течения, они были вынуждены с кон. 1917 г. блокироваться на антибольшевистской основе сперва с эсерами (Сибоблума, ВПАС), а затем с военно-кадетскими кругами (ВСП), в том числе не-сибирскими, что привело к образованию короткоживущей Сибирской республики, функционеры которой впоследствии стали кадровой основой режима А. Колчака.
На позднем этапе гражданской войны некоторые демократические антибольшевистские силы в Сибири и на Дальнем Востоке использовали областнические символы и лозунги (бело-зеленые флаги и замена, автономия Сибири, созыв Сибирского Учредительного собрания или Сибирского Земского собора и др.) в целях собственной легитимации: Р. Гайда, А. Краковецкий и И. Якушев при неудачной попытке антиколчаковского восстания в ноябре 1919 г. во Владивостоке; Политический центр, выступая за образование буферной «Восточно-Сибирской государственности» (при сильном большевистском влиянии была создана лишь Дальневосточная республика); некоторые отряды Западно-Сибирского восстания, воспроизводившие элементы областнического дискурса; А. Н. Пепеляев, при походе на Якутск создавший Сибирскую добровольческую дружину с бело-красно-зеленым знаменем; «Совет уполномоченных организаций Автономной Сибири», во Владивостоке (т. н. «плакатное правительство» кон. ноября 1922 г.) и в эмиграции называвший себя «вторым Сибирским правительством» (после ВСП). В эмиграции сибирское областничество в лице, главным образом, И. А. Якушева, выпускавшего сборник «Вольная Сибирь», И. И. Серебренникова и М. П. Головачёва продолжало существование в 20-30-х гг. XX в., однако постепенно к середине века оно сошло на нет.

## В астрономии
В честь Сибири назван астероид (1094) Сиберия, открытый 12 февраля 1926 года советским астрономом Сергеем Ивановичем Белявским в Симеизской обсерватории